# العلاقات الإيرانية الرومانية
العلاقات الإيرانية الرومانية هي العلاقات الثنائية التي تجمع بين إيران ورومانيا.
تأسست العلاقات بين الدولتين الرومانية والإيرانية عام 92 قبل الميلاد. تحاربت الدولتان لأول مرة في عام 69 قبل الميلاد. شمل التنافس السياسي بين الإمبراطوريتين جزء كبير من غرب آسيا وأوروبا حتى عام 628. صنفت بلاد فارس والإمبراطورية الرومانية (لاحقًا الإمبراطورية البيزنطية) كقوى رائدة في العالم ابتداءً من مرحلة التنافس بين الفرس وروما منذ القرن الثالث وحتى منتصف القرن السابع.

## العلاقات خلال فترة الجمهورية
كان أول اتصال مباشر بين الجمهورية الرومانية والفرس عام 92 قبل الميلاد عندما التقى لوسيوس كورنيليوس سولا حاكم قيليقيا بالسفير الفارسي أوروبازوس. ذكر فلوطرخس أنه توسط بين سفير فارس وسفير من بونطس وأبرم معاهدة حددت نهر الفرات كحدود بين القوتين. أُعدم أوروبازوس عند عودته إلى الفرس بسبب سماحه لسولا بالتغلب عليه، وتعرض سولا في وقت لاحق لانتقادات كونه متهورًا للغاية في مفاوضاته مع هذه الأمة القوية.
حدث أول احتكاك عسكري بينهما عندما غزا لوكولوس أرمينيا في 69 قبل الميلاد، مما أدى إلى احتكاكات دبلوماسية واشتباكات على الحدود بين أرمينيا والفرس. تدخلت الإمبراطوريتان على مدى العقود التالية في الحروب الأهلية الداخلية لبعضهما البعض، شارك الفرس لاحقًا في الحرب الأهلية بعد اغتيال يوليوس قيصر. انضم لابيانوس (مبعوث كاسيوس) إلى ملك الفرس أورودس القاني في عام 42 قبل الميلاد عندما وضع أنطوني فيلقًا رومانيا في سوريا وهاجما بقيادة باكوروس بلاد الشام وآسيا الصغرى. ولكن لم تدم سيطرتهم طويلًا لأن أنطونيوس أرسل بابليوس فينتيديوس باسوس لاستعادة الأراضي المفقودة ونجح في ذلك. أخضع الرومان أخيرًا المقاطعة المستعادة وثبتوا هيرودس العظيم كملك عليها بعد انتهاء الصعوبات في التعامل مع ملوك الفرس المحليين. حاولت قوات أنطونيوس عبور نهر الفرات في مدينة زيوغما ولكن قاومتهم الدفاعات الفارسية واضطروا إلى تثبيت السلام لضم المملكة الأرمنية إليهم بعد الإطاحة بملكها.

## العلاقات خلال فترة حكم سلالة جوليو كلاوديان
كره أغسطس السعي وراء مزيد من الصراعات مع الفرس. ومع ذلك احتفظ الفرس برغبتهم في الصراع مما شكل مصدر قلق كبير لأغسطس. سلب فاراتيس الرابع في سنة 30 قبل الميلاد عرش تيريديس الذي أبحر إلى سوريا تحت حماية الرومان، وشن هجومًا على وطنه من هناك. وعلى الرغم من فشل هجومه فقد وصلوا إلى اتفاق حيث يمكنه العيش لدى الرومان كملك في المنفى إذا ساهم في إعادة الرموز الرومانية. أعيدت الرموز إلى الإمبراطور تيبيريوس الذي استلمها في الفرات.
شهد النصف الثاني من القرن علاقات عدائية غير معلنة بين البلدين، إذ دعم الرومان سلسلة من الملوك الطامحين دون جدوى (بما في ذلك كلوديوس في عام 49 م) مما دلَّ على المدى الذي حاولت فيه روما التأثير على السياسة الفارسية لتحقيق أهدافها الخاصة. غزا فولوغاسيس في عهد نيرون أرمينيا ووضع شقيقه على العرش، مما أدى إلى اختلال التوازن الذي كان موجودًا هناك. انتهت الحرب التي تلت ذلك من خلال حل وسيط سمح للأمير الفارسي تيريداتس وذريته تولي الحكم في أرمينيا بشرط أن يتلقى هو وخلفاؤه تاجهم من الإمبراطور الروماني وأن يكونوا تابعين له.
وصف سترابو الإمبراطورية الفارسية حينها بأنها المنافس الوحيد الموجود لروما.

## العلاقات في زمن سلالة فلافيان
حاول الفرس خلال حكم فسبازيان تقوية العلاقات بين الدولتين، مثل طلب تشكيل تحالف في القوقاز ضد القبائل السارماتية المحاربة وتقديم المساعدة إلى فسبازيان ضد الإمبراطور فيتليوس بمجرد أن أصبح واضحًا أنَّ فسبازيان سيتولى الحكم. ولكن رفض فسبازيان كل ذلك.

## مقارنة بين البلدين
هذه مقارنة عامة ومرجعية للدولتين:
| وجه المقارنة                                              | إيران                    | رومانيا                                                                               |
| --------------------------------------------------------- | ------------------------ | ------------------------------------------------------------------------------------- |
| المساحة (كم2)                                             | 1.65 مليون               | 238.40 ألف                                                                            |
| عدد السكان (نسمة)                                         | 79.97 مليون              | 19.59 مليون                                                                           |
| الكثافة السكانية (ن./كم²)                                 | 48.47                    | 82.17                                                                                 |
| العاصمة                                                   | طهران                    | بوخارست                                                                               |
| اللغة الرسمية                                             | لغة فارسية               | اللغة الرومانية                                                                       |
| العملة                                                    | ريال إيراني              | ليو روماني                                                                            |
| الناتج المحلي الإجمالي (بليون دولار)                      | 439.51 مليار             | 211.80 مليار                                                                          |
| الناتج المحلي الإجمالي (تعادل القوة الشرائية) بليون دولار | 1.36 تريليون             | 465.56 مليار                                                                          |
| الناتج المحلي الإجمالي الاسمي للفرد دولار أمريكي          |                          | 9.47 ألف                                                                              |
| الناتج المحلي الإجمالي للفرد دولار أمريكي                 |                          | 23.63 ألف                                                                             |
| مؤشر التنمية البشرية                                      | 0.766                    | 0.793                                                                                 |
| رمز المكالمات الدولي                                      | +98                      | +40                                                                                   |
| رمز الإنترنت                                              | .ir،                     | .ro                                                                                   |
| المنطقة الزمنية                                           | ت ع م+03:30، توقيت إيران | ت ع م+02:00، ت ع م+03:00، أوروبا/بوخارست ‏، توقيت شرق أوروبا، توقيت شرق أوروبا الصيفي ‏ |

## مدن متوأمة
في ما يلي قائمة باتفاقيات التوأمة بين مدن إيرانية ورومانية:
- ترتبط أصفهان مع ياش باتفاقية توأمة منذ 2000.

## منظمات دولية مشتركة
يشترك البلدان في عضوية مجموعة من المنظمات الدولية، منها:
| علم المنظمة | اسم المنظمة                        | تاريخ انضمام إيران | تاريخ انضمام رومانيا |
| ----------- | ---------------------------------- | ------------------ | -------------------- |
|             | مؤسسة التنمية الدولية              | 10 أكتوبر 1960     | 12 أبريل 2014        |
|             | المنظمة الهيدروغرافية الدولية      | ?                  | ?                    |
|             | مؤسسة التمويل الدولية              | 28 ديسمبر 1956     | 23 سبتمبر 1990       |
|             | منظمة حظر الأسلحة الكيميائية       | ?                  | ?                    |
|             | الأمم المتحدة                      | 24 أكتوبر 1945     | 14 ديسمبر 1955       |
|             | منظمة الشرطة الجنائية الدولية      | ?                  | ?                    |
|             | البنك الدولي للإنشاء والتعمير      | 29 ديسمبر 1945     | 15 ديسمبر 1972       |
|             | الاتحاد البريدي العالمي            | ?                  | ?                    |
|             | وكالة ضمان الاستثمار متعدد الأطراف | 15 ديسمبر 2003     | 10 سبتمبر 1992       |
|             | يونسكو                             | 6 سبتمبر 1948      | 27 يوليو 1956        |
|             | الفريق المعني برصد الأرض           | ?                  | ?                    |

## وصلات خارجية
- موقع وزارة الخارجية الإيرانية
- موقع وزارة الخارجية الرومانية